# Майнхард II
Майнхарт II (на немски: Meinhard II; * 1238, † 1 ноември 1295, Грайфенбург) от род Майнхардини, е граф на Горица (1258 – 1271) и Тирол (1258 – 1295) като Майнхарт IV, херцог на Каринтия (1286 – 1295), също господар на Херцогство Крайна (1286 – 1295) и на Словенска марка (Марка Виндиш). Той е един от най-значимите князе на 13 век и основател на Тирол като самостоятелна страна.

## Живот
Той е син на граф Майнхард I († 1258) и Аделхайид Тиролска († 1279), дъщеря и наследничка на граф Алберт III от Тирол († 1253) и Ута фон Фронтенхаузен-Лехсгемюнд († 1254).
През 1271 г. Майнхард II получава след наследствена подялба Графство Тирол. Неговият брат Алберт I (1240 – 1304), получава собственостите във Фриули, Истрия, Каринтия и в Пустертал.
Той сече първите германски големи сребърни монети (20). Той помага на Рудолф I Хабсбургски при конфликтите му с крал Отокар II от Бохемия и затова през 1286 г. е издигнат на имперски княз и получава Херцогство Каринтия.
През 1284 г. заедно със съпругата му от 1258 г. Елизабет Баварска (1227 – 1273) от Вителсбахите, вдовицата на император Конрад IV Хоенщауфен († 1254), дъщеря на херцог Ото II от Бавария, той подарява цистерцинския манастир Щам в Тирол, където е погребан. Неговата дъщеря Елизабета се омъжва през 1276 г. за Албрехт I, немски крал от 1298 до 1308 г., и става така прародителка на по-късните Хабсбурги. Чрез неговото подчиняване на епископските княжества Тренто и Бриксен той е смятан за основателят на страната Тирол.
Последван е от син му Ото III/I.

## Деца
- Алберт II, граф на Тирол († 1292);
- Агнес († 14 май 1293), омъжва се 1286 за маркграф Фридрих I (Майсен) (1257 – 1323),
- Елизабета Тиролска (1262 – 1313), омъжва се 1276 г. за немския крал Албрехт I
- Ото III (1265 – 1310), граф на Горица и Тирол, херцог на Каринтия и Крайна
- Хайнрих VI (1270 – 1335), херцог на Каринтия, херцог/маркграф на Крайна, граф на Тирол, от 1306 крал на Бохемия и титулиран крал на Полша
- Лудвиг († 1305).

Освен това Майнхарт II има множество извънбрачни деца:
- Фридрих, домпропст на Бриксен († 13 март 1333), женен за Анна фон Райхенберг
- Хайнрих, граф на Ешенлох († 1349)
- Албрехт фон Камиан и Форст, бургграф на Тирол († 1335/1336), женен за Флоридиана (Зигуна) фон Шландерсберг
- и други десет извънбрачни деца с неизвестни жени